# كويكب نوع-T

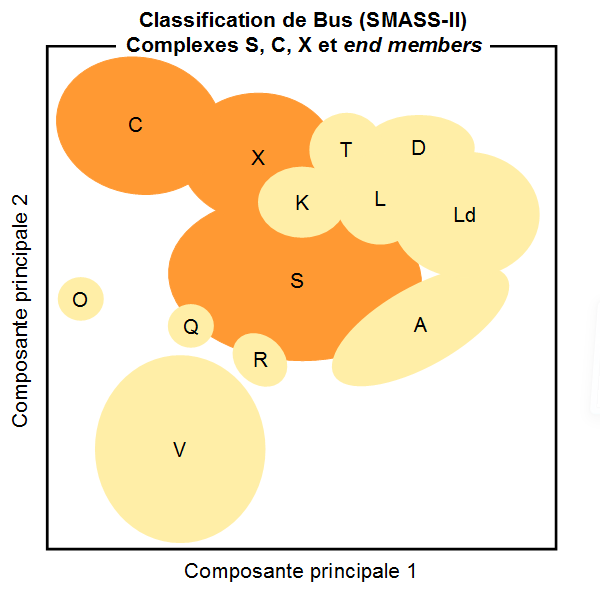
مجمعات S C X وأنواع أخرى

الكويكبات من النوع تي أو (T-type) هي كويكبات نادرة تتواجد في الجزء الداخلي من حزام الكويكبات وذات تركيبة غير معروفة , طيفها ساكن ذو احمرار متوسط , لم يتم إيجاد نيزك من هذا النوع بعد , ويعتقد أنها لا مائية , ويعتقد كذلك أن هناك علاقة بين هذا النوع وبين النوع باي والنوع دي أو حتى النوع سي , مثال هذا النوع هو الكويكب كاسندرا 114.